# يورغ دودا
يورغ دودا (بالألمانية: Jörg Duda)‏ هو ملحن ألماني، ولد في 17 ديسمبر 1968 في ميونخ في ألمانيا.

## وصلات خارجية
- يورغ دودا على موقع ميوزك برينز (الإنجليزية)
- يورغ دودا على موقع أول ميوزيك (الإنجليزية)
- يورغ دودا على موقع ديسكوغز (الإنجليزية)